# Reticència
En retòrica, la reticència o aposiopesis (ἀποσιώπησις, 'silenciamient') és, dins de les figures literàries, una de les figures d'omissió. Consisteix a deixar incompleta una frase, destacant-se més el que calla.
Exemple: "Si jo parlés...".
En el negoci de les assegurances, per exemple, el concepte de reticència refereix al fet de no dir tot el que se sap. En efecte, en un contracte de segur, l'assegurat té l'obligació i el deure d'informar totalment a l'assegurador sobre totes les circumstàncies que permeten avaluar precisament els riscos. Aquest assumpte revesteix major importància pel que fa a l'assegurança de vida, per exemple. Per això, les empreses d'assegurances tenen mitjans d'informació, com a mèdics, que li poden proporcionar dades, la qual cosa no eximeix a l'assegurat de responsabilitat per la seva falsedat o reticència, atès que en certs casos només l'assegurat pot proporcionar dades completes.
En el que refereix a les conseqüències, l'art. 640 consagra un règim de nul·litat fundat en l'error de l'assegurador, sobre el risc. Es tracta de l'aplicació de la doctrina general de l'error substancial, que pot fer variar el consentiment. Se sanciona amb nul·litat encara que hagi intervingut bona fe de part de l'estipulant.
El sistema és objectiu, perquè no pren en compte la intenció de l'assegurat per jutjar anul·lable el contracte. No importa que l'assegurat hagi actuat de bona o mala fe. No obstant això, el legislador sí pren en compte la intenció, en disposar sancions per a l'assegurat reticent o que va efectuar declaracions falses (arts. 666 i 667).